# خودگردی

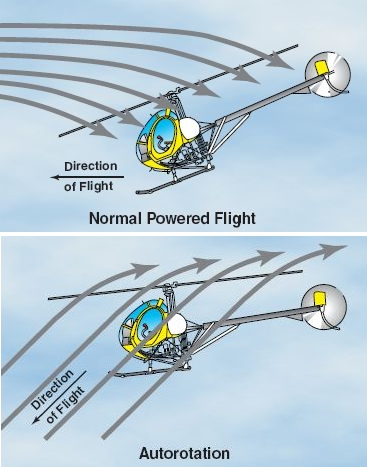
۱-در تصویر بالا، موتور بالگرد کار می‌کند و پروانه بالگرد از موتور نیرو می‌گیرد و رانش و برآر ایجاد می‌کند. پروانه با انتقال هوا از بالا به پایین، فشار رو به پایین ایجاد کرده و می‌تواند ارتفاع خود را ثابت نگهداشته یا افزایش دهد. ۲-در تصویر پایین، موتور از کار افتاده‌است. خلبان با مشاهده این نقص فنی، اهرم اضطراری را کشیده‌است و پروانه را از گیربکس جدا می‌کند تا خودگردی فعال شود؛ بنابراین در این حالت جریان هوا از پایین به بالاست و بالگرد هر لحظه ارتفاع ازدست می‌دهد و برای فرود اضطراری آماده می‌شود. شوایتزر اس-۳۰۰

خودگردی (به انگلیسی: Autorotation) شرایطی در پرواز است که پروانهٔ اصلی بالگرد بدون دریافت نیرویی از موتور بچرخد. در این شرایط نیرویی که بالگرد را در آسمان نگه‌داشته‌است و از سقوط آن جلوگیری کرده، درواقع انرژی جنبشی ذخیره شده در پروانه اصلی است. در علم خلبانی بالگردها، به این حالت خودگردی می‌گویند. در این شرایط رفتار بالگرد همانند یک هواچرخ است. واژهٔ خودگردی برای نخستین بار در آغازین سالهای صنعت بالگردسازی در بازهٔ ۱۹۱۵ تا ۱۹۲۰ شنیده شد که به معنای چرخش خودبخود ملخ بدون پشتوانهٔ موتوری است. واژه خودگردی ویژهٔ بالگردهاست و برابر آن در هواپیما
«گلاید کردن» نامیده می‌شود که به معنای سُرخوردن در هواست.
از آنجاییکه در شرایط خودگردی موتور دیگر به پروانه اصلی اتصال ندارد، نیروی رانش نه بیشتر می‌شود و نه پایدار است، بلکه هر لحظه درحال کاهش است؛ از این رو جریان هوا دیگر از سوی بالای پروانه به پایین جریان ندارد، بلکه از پایین به بالا جریان دارد که باعث می‌شود بالگرد هرلحظه ارتفاع ازدست بدهد.
کاربرد اصلی این ویژگی برای ایمنی بالگردهاست و زمانی به‌کار می‌رود که موتور یا کلاچ از کار افتاده باشد. بعبارت دیگر زمانی که موتور و پروانهٔ اصلی دیگر در ارتباط نباشند، خلبان باید با کشیدن یک اهرم که معمولاً در بالای سر خلبان جای دارد، گیربکس را از پروانه جدا کند تا خودگردی آغاز شود. در برخی از بالگردها این سامانه خودکار است و بلافاصله پس از نقص موتور، روشن می‌شود و پروانه را از گیربکس جدا می‌سازد. درصورتی که این سامانه توسط خلبان فعال نشود، گیربکس، انرژی جنبشی پروانه را به‌سرعت مصرف خواهد کرد و بالگرد همانند یک وزنه در جهت عمود با زمین سقوط آزاد می‌کند. طرز کار سامانهٔ خودگردی و شیوه‌های فرود در این وضعیت اضطراری، بخش مهمی در کلاس‌های آموزش خلبانی است که همهٔ خلبانان باید این روشها را پیش از انجام پروازهای تکی (سولو)، در حضور آموزگار پرواز به‌خوبی یاد بگیرند.

## فرق خودگردی با پرواز عادی

نمایش وضعیت بر روی بل یواچ-۱ ایروکوای ۱- پرواز با توان موتور ۲- پرواز خودگردی

در یک پرواز عادی با بالگرد، پروانه‌های بالگرد با نیرو گرفتن از موتور آن، هوا را از بالا به پایین می‌فشارند و نیروی برآر را تأمین می‌کنند. بعبارت دیگر گشتاور از موتور آغاز شده و سپس به گیربکس و پس از آن به پروانه منتقل می‌شود؛ ولی درصورتی که موتور از کار بیفتد، شرایط برعکس خواهد بود. در این شرایط انرژی جنبشی ذخیره شده در پروانه باید گیربکس اصلی را هم بچرخاند و از آنجایی که گیربکس بالگردها بسیار سنگین هستند، گشتاور ذخیره شده در پروانه به‌سرعت هدر می‌رود و پروانه طی چند ثانیه از حرکت بازمی‌ایستد که موجب سقوط آزاد بالگرد خواهد شد. به همین دلیل با بهره‌گیری از یک سامانهٔ «کلاچ ساچمه‌ای» گیربکس از پروانه جدا می‌شود تا پروانه برای مدت طولانی با انرژی جنبشی ذخیره شده‌اش خودگردی کند و همچنین از فشار جریان هوا رو به بالا برای ادامهٔ چرخش بهره ببرد. همهٔ بالگردهای تک‌موتوره در جهان به‌منظور دریافت گواهی ایمنی باید دارای سامانهٔ خودگردی (Autorotation System) باشند.

## کاربردهای خودگردی
فعالسازی خودگردی می‌تواند به ۲ روش دستی و خودکار انجام شود. روش دستی اینگونه است که خلبان با کشیدن اهرم فرود اضطراری یا زدن دکمهٔ فرود اضطراری این سامانه را فعال می‌کند؛ ولی در بالگردهای پیشرفته می‌تواند به‌صورت خودکار فعال شود. فعال شدن خودکار به این شیوه است که اگر گردش پروانهٔ اصلی بالگرد سریعتر از دور موتور باشد، کامپیوتر این شرایط را نقص فنی ارزیابی کرده و به‌طور خودکار موتور را از پروانه جدا می‌سازد. جداسازی موتور از پروانه در زمان ازدست رفتن پروانه دم نیز کاربرد دارد و اگر پروانه دم از کار بیفتند، خلبان برای کاستن گشتاور موتور و تبعاً جلوگیری از سقوط، عمداً موتور را از دور خارج می‌کند تا وارد فاز خودگردی شود.
هنگامی که موتور سالم است و بالگرد در هوا پرواز می‌کند، گشتاور موتور با پیروی از اصل سرعت برداری و زاویهٔ حملهٔ پروانه‌های بالگرد، نیروی برآر و رانش را برای معلق ماندن در هوا فراهم می‌کند. به محض از کار افتادن موتور، خلبان حتماً باید با پایین بردن اهرم کولکتیو، هردو نیروی برآر و نیروی پسار را کاهش دهد. در این لحظه جریان هوا از پایین به بالا تغییر خواهد کرد و ارتفاع مدام کاهش پیدا می‌کند. این جریان پایین به بالا بسیار حیاتی است و باعث می‌شود که پروانه در تمام طول فرود تا رسیدن به زمین درحال گردش باشد و رانش کافی را برای معلق ماندن بالگرد در هوا فراهم سازد. خودگردی می‌تواند در زمان نقص فنی جزئی یا کلی در دم بالگرد، عمداً از سوی خلبان به اجراء گذاشته بشود. از آنجایی که در زمان خودگردی، هیچ گشتاوری تولید نمی‌شود، اگر ارتفاع اجازه بدهد می‌توان از حالت حلقه تاوه‌ای نیز نجات یافت. از آنجایی که پروانه دم بوسیلهٔ گیربکس پروانه اصلی به‌حرکت درمی‌آید تا آخرین لحظه فعال است و بالگرد به دور خود نمی‌چرخد و خلبان پروازی عادی را تجربه خواهد کرد. گرچه یک فرود امن، به معیارهایی همانند ارتفاع و سرعت حرکت بالگرد در هوا بستگی دارد که با نمودار ارتفاع-سرعت بالگرد در ارتباط است.

## فاکتورهای مؤثر

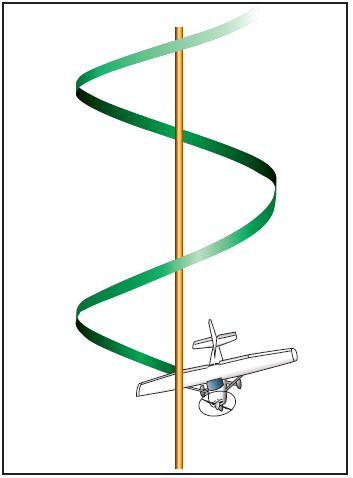
ترفند کاهش ارتفاع به شیوهٔ مارپیچ در بالگردها کاربرد کمی دارد و در آخرین لحظات خودگردی درحالیکه بالگرد نزدیک به زمین است، خلبان می‌تواند یک مانور انجام داده و بالگرد را روی زمین بنشاند؛ ولی در هواپیماها تنها زمانی رخ می‌دهد که موتور در ارتفاع بالا از کار افتاده‌است و خلبان باید از افزایش نیروی گرانش بر هواپیما جلوگیری کند تا هواپیما متلاشی نشود؛ بنابراین در مراحل آغازین گلاید، این شیوه با زاویهٔ ۱۷ تا ۲۰ درجه انجام می‌شود و با نزدیک شدن هواپیما به فرودگاه یا بخش مطلوب و مسطح از زمین، خلبان باید با شیرجه مستقیم به سمت زمین، سرعت را افزایش دهد. به این روش انرژی جنبشی زیادی ذخیره می‌شود تا نیروی برآر فراهم گردد و هواپیما در نزدیکی با زمین به‌صورت موازی با سطح زمین حرکت کند و درنهایت فرود انجام پذیرد.

چند فاکتور وجود دارند که «نرخ فرود» (سرعت پایین رفتن) را تعیین می‌کنند. چگالی هوا، وزن بالگرد، سرعت چرخش پروانه اصلی و سرعت بالگرد نسبت به سرعت هوا از روبرو. از موارد بالا تنها عاملی که خلبان توان تغییر در آن را دارد سرعت بالگرد به سوی روبرو است که توسط سکان (سایکلیک) کنترل می‌شود. هرچقدر سرعت بالگرد قبل از آغاز خودگردی بیشتر باشد، فرود نرم‌تری خواهد داشت و هرچقدر سرعت کمتر باشد، فرود عمودی‌تر و مسلماً سخت‌تر خواهد بود و تکان شدیدی در کابین حس خواهد شد. در مجموع، خودگردی در بازه سرعت ۹۰ کیلومتر تا ۱۶۰ کیلومتر بسته به نوع بالگرد نرم یا نرم‌تر خواهد بود که باز هم به وزن بالگرد بستگی دارد. هرچقدر بالگرد سبک‌تر باشد و ملخ بلندتر با تیغه‌های بیشتر داشته باشد، فرود نرم‌تری هم خواهد داشت. حتی در سرعت صفر نیز فرودی نسبتاً خوبی تجربه می‌شود و پروانه اصلی کاملاً مؤثر عمل می‌کند و ضریب پسار آن به اندازهٔ سرعت فرود یک انسان با چتر نجات بر زمین است؛ بنابراین خودگردی با سرعتهای خیلی کم یا خیلی زیاد، کمی سخت خواهند بود و بهترین سرعت برای اینکار بازهٔ ۹۰ تا ۱۶۰ کیلومتر در ساعت است تا بالگرد به فاصلهٔ نزدیکی با زمین برسد و در آن زمان می‌تواند سرعت خود را کاهش دهد. بهترین سرعت آن است که بیشترین مسافت و پایین‌ترین نرخ فرود را برای بالگرد فراهم کند. نرخ فرود مجاز برای هر بالگرد بسته به مشخصات آن متفاوت است، ولی در مجموع معیارهای تراکم هوا، ارتفاع و باد برای همهٔ بالگردها به یک شیوهٔ یکسان تأثیرگذار است. در حالت خودگردی پروانه‌ها، خلبان حتی می‌تواند بالگرد را تا اندازه‌ای به پهلو کج کند و یک مسیر مارپیچ را به‌صورت عمودی طی کند تا به نقطهٔ نشان کرده برسد. برای مثال ممکن است همهٔ مکان‌ها برای فرود مناسب نباشند و خلبان چند دقیقه قبل از فرود، مکان را نشان‌گذاری و انتخاب کند؛ بنابراین می‌تواند با کج کردن زاویهٔ جانبی بالگرد به‌صورت مارپیچ ارتفاع را کم کند تا به نزدیکی نقطهٔ مطلوب برسد و حتی نقطه فرود را پیشبینی نیز کند. زاویهٔ جانبی مجاز برای گلاید کردن ۱۷ تا ۲۰ درجه است.

## نام بخشهای پروانه در هنگام خودگردی

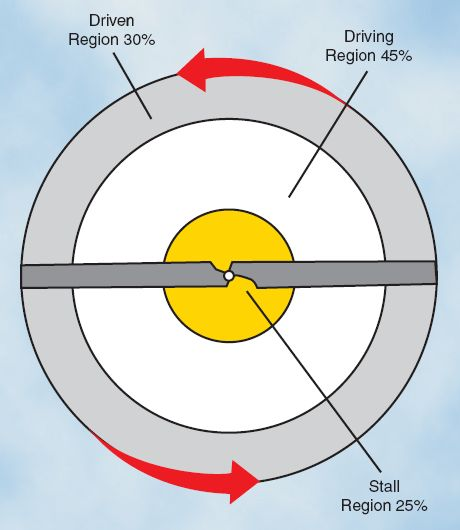
پروانه بالگرد از نمای بالا؛ سه ناحیه از درون به بیرون: بخش وامانده (۲۵درصد از مساحت پروانه) بخش گردان‌کننده (۴۵درصد از مساحت پروانه) بخش گردان‌شونده(۳۰ درصد از مساحت پروانه)

در زمان خودگردی در راستای کاملاً عمودی با زمین، رانش پروانه بالگرد به سه بخش تقسیم می‌شود. بخش گردان‌کننده، بخش گردان‌شونده و بخش وامانده. اندازه و توان این بخشها به زاویهٔ ملخ‌ها، سرعت پروانه و نرخ فرود نیز بستگی دارد. با تغییر سرعت بالگرد بوسیلهٔ سکان یا تغییر زاویهٔ تیغه‌ها بوسیلهٔ اهرم کولکتیو، اندازهٔ این سه بخش تغییر می‌کند.
بیرونی‌ترین ناحیهٔ پروانه، «بخش گردان‌شونده» نامیده می‌شود که درواقع همان بخشی است که بالگرد را در هوا معلق نگه‌داشته‌است و نقش پَر برای پرنده را بازی می‌نماید؛ معمولاً ۳۰ درصد از شعاع پروانه متعلق به بخش گردان‌شونده است. این بخش که بالگرد را در هوا معلق نگه می‌دارد، اتلاف انرژی نیز می‌کند و بیشترین نیروی پسار را ایجاد می‌کند که نتیجهٔ نهایی آن نیرو، کاهش سرعت تدریجی تیغه است.
«بخش گردان‌کننده» که «خودگردان» نیز نامیده می‌شود معمولاً بین ۲۵ تا ۷۰ درصد از بلندای ملخ را تشکیل می‌دهد که نیروی مورد نیاز برای گردش کل پروانه از این بخش به دیگر نقاط منتقل می‌شود. درواقع انرژی جنبشی در این ناحیه ذخیره شده‌است. این بخش تمایل زیادی دارد که با سرعت بیشتری نسبت به سرعت ملخ گردش کند؛ ولی «بخش گردان‌شونده» همچون یک وزنه و بار اضافی، جلوی این بخش را می‌گیرد و انرژی آن را برای بالا نگهداشتن بالگرد مصرف می‌کند. درصد این بخش با توجه به سرعت بالگرد، سرعت پروانه قبل از نقص موتور و همچنین بر اساس نرخ فرود متغیر است.
به ۲۵ درصد درونی پروانهٔ بالگرد «بخش وامانده» می‌گویند؛ این بخش بالاتر از حداکثر میزان زاویهٔ حمله (زاویه پسار) عمل می‌کند که باعث می‌شود این بخش نیز نیروی پسار تولید کند که سرعت گردش تیغه‌ها را کاهش می‌دهد.
سرعت پایدار و یکنواخت ملخ زمانی به‌دست می‌آید که با تنظیم زاویهٔ حملهٔ تیغه‌های پروانه بوسیلهٔ اهرم کولکتیو، سرعت گردش ملخ به گونه‌ای تنظیم بشود که نیروی «بخش گردان‌کننده» با مجموع نیروی پسار تولیدشده از سوی «بخش گردان‌شونده و وامانده» بالانس بشود. هرچقدر میزان مساحت بخش گردان‌شونده و وامانده بیشتر شود، از مساحت بخش گردان‌کننده کاسته خواهد شد و نرخ کاهش سرعت پروانه سریعتر می‌شود و کاهش ارتفاع سرعت بیشتری می‌گیرد.
خلبان با کنترل کردن زاویه حمله بوسیلهٔ اهرم کولکتیو و سکان (سایکلیک)، مساحت بخش گردان‌کننده را افزایش دهد و سرعت خودگردی پروانه را تا سرحد ممکن پایدار نگهدارد؛ برای مثال اگر اهرم کولکتیو بالا باشد، مسلماً زاویهٔ حمله در سرتاسر ملخ افزایش می‌یابد. این کار به موازنه کمک شایانی می‌کند و باعث می‌شود باد از سمت نوک ملخ به بخش درونی ملخ شارش کند که موجب افزایش درصد مساحت در بخش گردان‌کنندهٔ ملخ است.

## جایزهٔ بالهای شکسته
جایزه بالهای شکسته عنوان یک جایزه در نیروی زمینی آمریکاست که به خلبانان هوانیروز آمریکا داده می‌شود. درصورتی که خلبان بتواند بالگرد را در شرایط اضطراری بدون آسیب یا با کمترین میزان آسیب به بدنه و سرنشینان فرود بیاورد، این جایزه را دریافت خواهند کرد. این جایزه به همه فرودهای موفق داده نمی‌شود و تنها آن دسته از خلبانان جایزه می‌گیرند که سطح بی‌نظیری از مهارت را به نمایش بگذارند تا شایستهٔ دریافت این جایزه شوند.